# ミリタリーケイデンス
ミリタリーケイデンス（英語: military cadence）とは、軍隊で訓練時に唱和される行進曲、労働歌の一種である。警察学校や消防学校の訓練でも唱和される。
ケイデンスコール (cadence call) とも称される。また、しばしば歌詞に架空の人物「ジョディ」が登場することから、ジョディコール (jody calls)、ジョディーズ (jodies) とも称される。日本語では訓練歌、歩調、連続歩調と呼ばれる。

## 概要

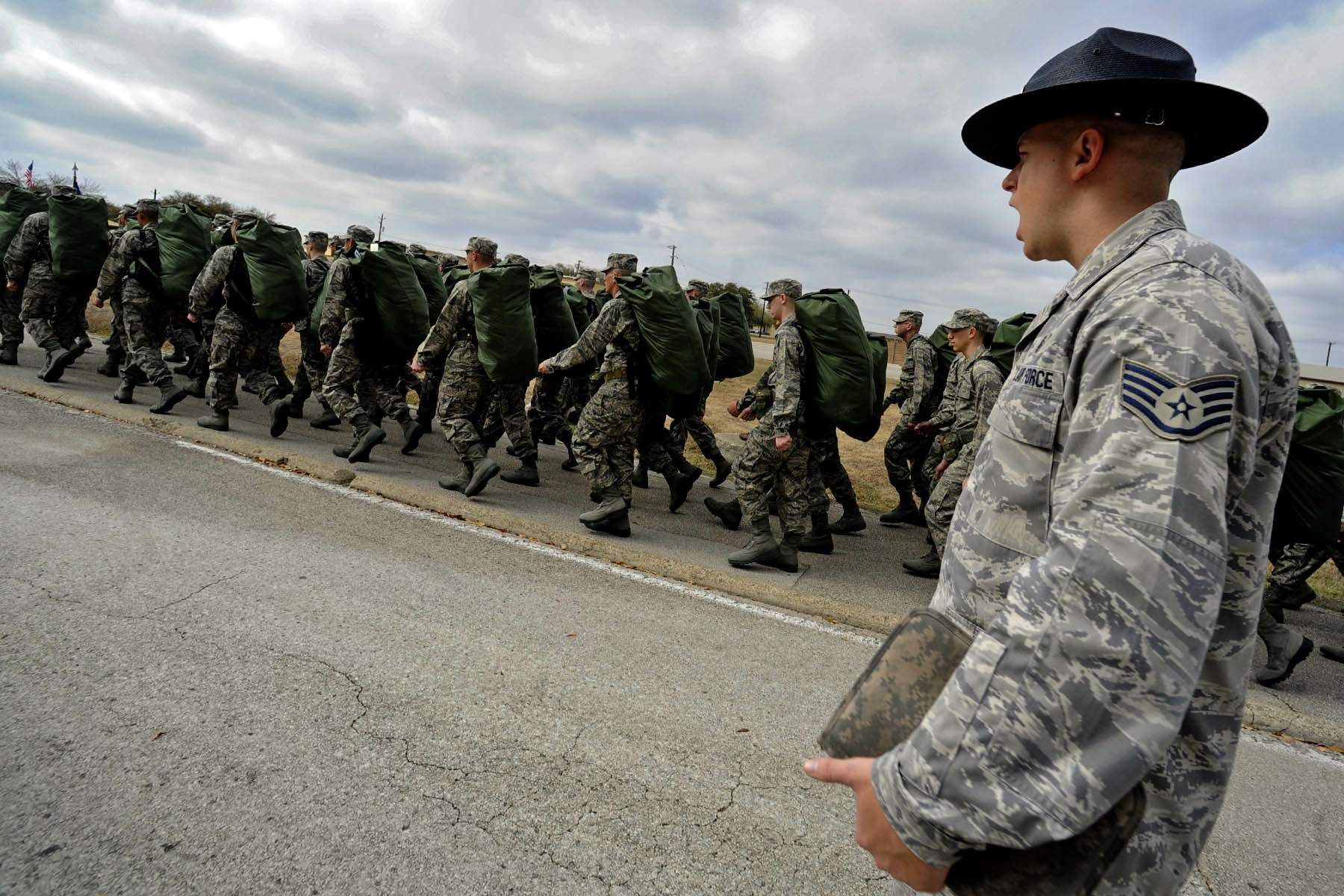
テキサス州ラックランド空軍基地におけるアメリカ空軍新兵の行軍訓練風景。手前の人物が教練軍曹である。（2009年撮影）

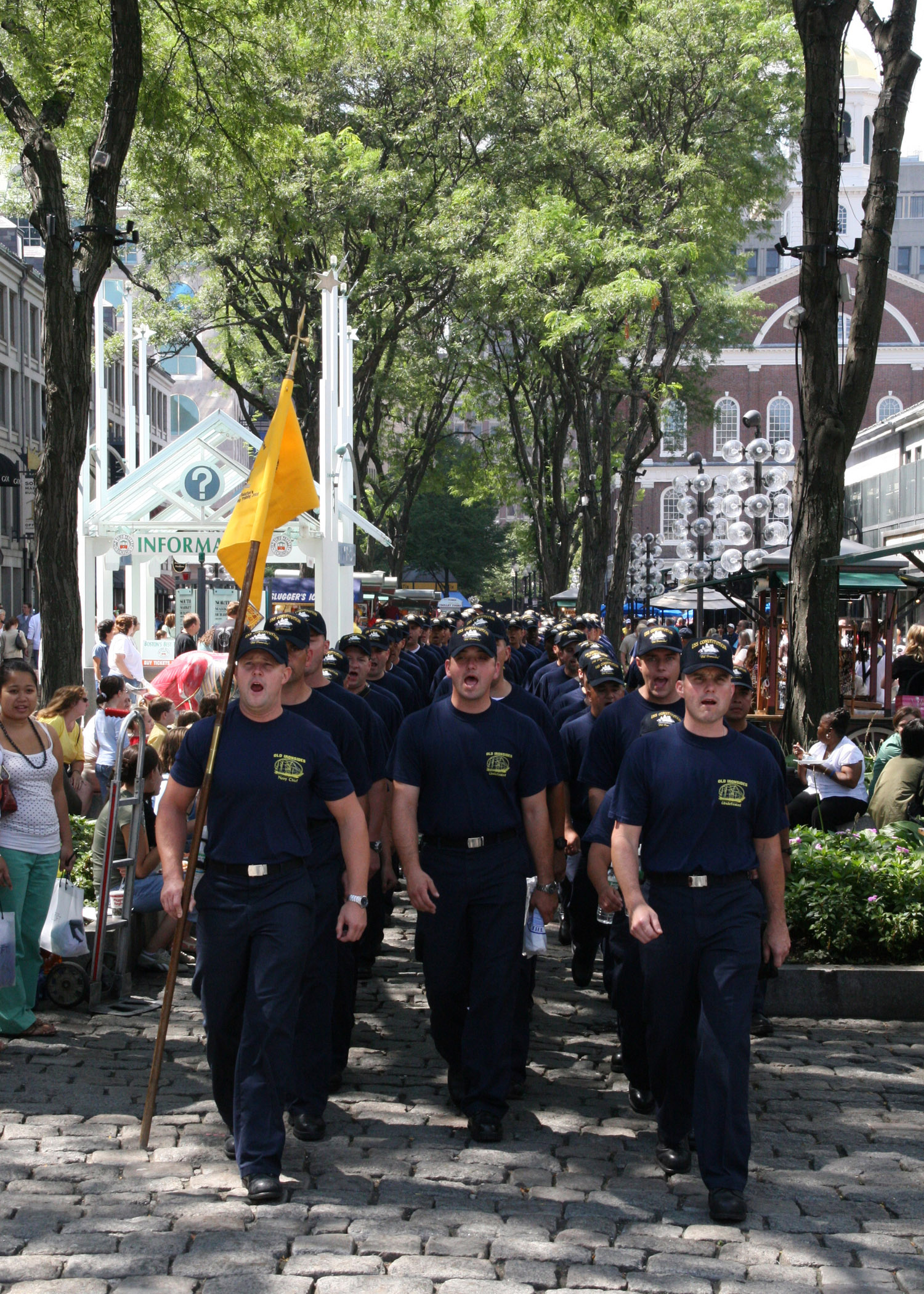
ミリタリーケイデンスを唱和しながらボストン・ファニエル・ホール前の通りを行進するアメリカ海軍の上等兵曹選抜者。（2006年撮影）

ミリタリーケイデンスは、シンプルなコールアンドレスポンスを基本形式とした労働歌の一種であり、一人のリーダー（訓練の際は教練軍曹が行うことが多い）の呼びかけに他の隊員が答辞する形式で、一定のリズムを保って唱和される。ケイデンス（英: cadence）とは本来「韻律」「リズム」という意味だが、走者の足音がリズムを刻むことから、軍隊の労働歌をミリタリーケイデンスと呼ぶようになった。
ミリタリーケイデンスは、軍隊でのランニング、行進、行軍及びその訓練の際に唱和される。特にアメリカ軍ではアメリカ独立戦争で北軍がプロイセン王国陸軍士官フリードリッヒ・ヴィルヘルム・フォン・シュトイベン（フォン・シュトイベン男爵）を招いた際、他の基本教練技術と共に取り入れられて以来、新兵訓練において必修科目となっている。
ミリタリーケイデンスの目的は、これを合唱することによって部隊の士気が盛り上がり、隊員同士のチームワークと助け合いの精神、規律が高まることである。さらに、後述するジョディコールなどで兵士のホームシックを和らげたり、軍や上官への文句を歌詞に盛り込むことで兵士の不満をガス抜きするという目的もある。また、19世紀までの戦闘においては自軍をより多勢に見せることや、歩兵部隊の行軍速度を上げること、味方同士の意思疎通、さらにはマスケット銃に弾を込め、発射するまでのリズムをとるという目的もあった。
同じケイデンスでもランニングの際や、陣形を整える際には急速なテンポで唱えることもある。

### ジョディ・コール

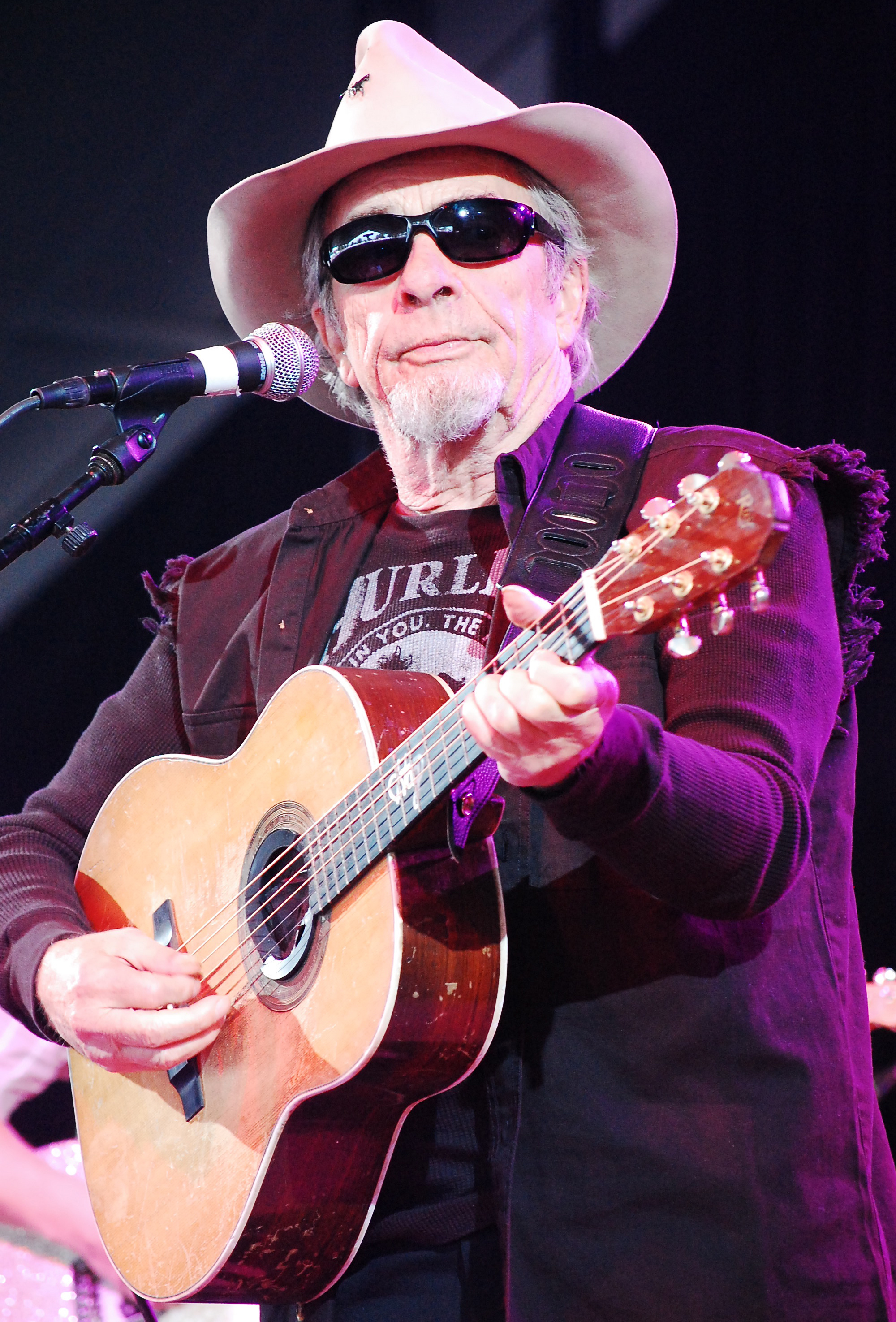
マール・ハガード

ミリタリーケイデンスは、ジョディ・コールとも呼ばれるが、その理由はミリタリーケイデンスの歌詞にしばしば「ジョディ」（Joady、Jody、Jodie、Joe D.、Joe the～"などと表記される）という架空の男性が登場するからである。ジョディは軍の厳しい生活とは対照的に裕福で不自由ない生活をしており、模範的軍人とは正反対の性格をしているが、軍人が家にいない間彼らの恋人（スージー (Susie) と呼ばれることが多い）を誘惑し、好意を抱かせる人物であると皮肉的且つユーモラスに描写される>。ジョディという名前はアフリカ系アメリカ人に伝承されてきたフォークソング（フォークロア）の一種「Joe the Grinder」から派生したものであり、アメリカ人カントリー歌手マール・ハガードの「The Old Man of the Mountain」などでも歌いこまれている。
研究家のケント・ラインベリーは、ジョディという架空の人物をコケにしながら繰り返しミリタリーケイデンスを唱和することで兵士達は家庭生活から切り離され、勇敢で攻撃的な軍人精神を身に着けやすくなるとしている。

### 代表的な曲
ミリタリーケイデンスの代表的な曲は「コオル老王」、「Blood Upon the Risers」、「I Wish All the Girls Were」、「Irene Irene」、「陸軍は進んで行く」、そして次に紹介する「Sound off」などである。「Sound off」、またの名を「Duckworth Chant」というこの曲は第二次世界大戦中の1941年にアメリカ軍のウィリー・ダックワース二等兵によって作詞されたものである（歌詞全文はリンク先を参照）。
日本語訳
同楽曲は1951年5月7日にヴォーン・モンローと彼のオーケストラによって録音され、RCAレコードから発売された。

### 批判と歌詞の変遷
幾つかのミリタリーケイデンスの歌詞はわいせつであったり、差別的、あるいは過度に暴力的で残酷な表現が含まれているため兵士からも批判されることがある。例えば、ベトナム戦争時に作詞された「Napalm Sticks to Kids」の歌詞は以下のようなものであった。
日本語訳
多くのイラク戦争退役軍人がこのような残酷な内容のミリタリーケイデンスを強要され不快な思いをしたと語っている。時にはこうした批判を受けて歌詞が変更されたり、きれいな歌詞に書き換えたものが別に制作されることもある。歌詞の変更は批判を受けた場合に限らず、軍のしきたりや戦闘様式、または流行語の変化によることもある。

## ポピュラー文化における描写
ミリタリーケイデンスは、映画やポピュラー音楽にもしばしば採り上げられている。1987年に公開され、興行成績4600万米ドルのヒットとなったアメリカ映画『フルメタル・ジャケット』では、アメリカ海兵隊訓練所の新兵訓練シーンで、マシュー・モディーン演じる主人公達が、ミリタリーケイデンスを唱和していた。1988年に日本で発売されたファミリーコンピュータ用ゲームソフト『ファミコンウォーズ』のCMは、その『フルメタル・ジャケット』の訓練シーンをパロディ化し、ミリタリーケイデンスのリズムに乗せて「ファミコンウォーズが出るぞ」「こいつはドえらいシミュレーション」「かあちゃんたちには内緒だぞ」などと歌ったものであった。
1995年にデビューした、ドイツの音楽グループ「キャプテン・ジャック」は、「CAPTAIN JACK」や「DRILL INSTRUCTOR」といった明らかにミリタリーケイデンスをモチーフにした曲を出している。また、日本のお笑い番組『ぐるぐるナインティナイン』にかつてあったコーナー「チビッコ調査部隊」では岡村隆史がチビッコ達を引き連れて登場する際、相方の矢部浩之をおちょくった内容のミリタリーケイデンスを歌っている（例：「岡村隆史は人気者～、矢部浩之は浮気者～」）。さらに、同じくお笑い番組の『ダウンタウンのガキの使いやあらへんで!』の企画である「村上ショージの教室シリーズ」の第2弾「グリーンベレー教室」では、尺は短いながらも歌詞の内容がブラックかつギャグの「老人相手に回し蹴り～、西川ヘレンに近づくな～」というミリタリーケイデンスを村上ショージの歌い出しで、ガキの使いのレギュラーメンバー5人が歌っている。
また、1990年のアメリカ映画『ミリタリー・ブルース』の原題は"Cadence"である。アメリカ人ミュージシャンのバズ・オズボーンはアルバム『THE BRIDE SCREAMED MURDER』の多くの楽曲でミリタリーケイデンスを取り入れている。
国際武道大学の野球部ではミリタリーケイデンスに合わせての応援が行われる。